# Erik Fornmark

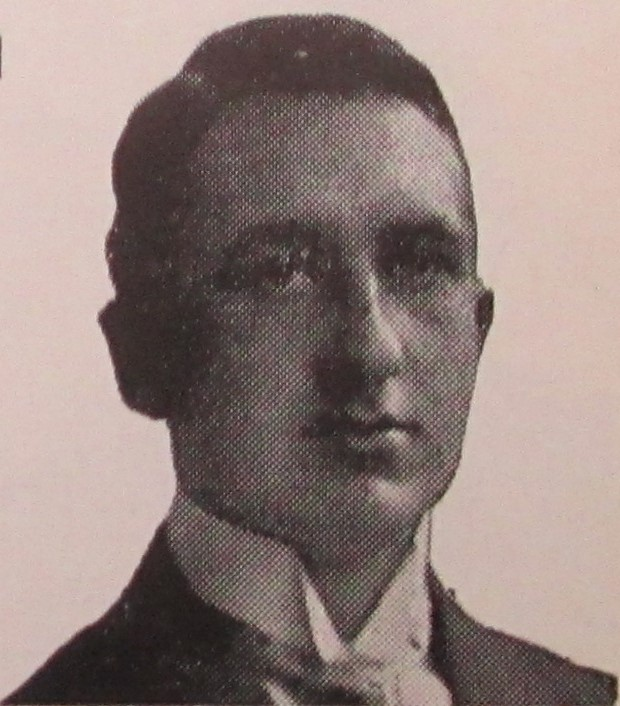
Erik Fornmark.

Erik Theodor Fornmark, född 2 oktober 1893 i Malmö, död 17 juni 1968, var en svensk jurist.
Fornmark, som var son till stadsläkaren Emil August Fornmark och Sigrid Clara Maria Hahr (dotter till Anders Vilhelm Theodor Hahr) avlade studentexamen i Malmö 1912, juris kandidat vid Lunds universitet 1916, juris licentiat 1939 och disputerade samma år för juris doktorsgraden på avhandlingen Skatteutjämningens problem. Han blev administrativ amanuens i Kommerskollegium 1919 och biträdande sekreterare i Stockholms handelskammare 1920. Han var senare verksam som konsulterande skattejurist i Malmö och sekreterare i Malmö stads byggnadsnämnd 1923–1927. Han skrev även Utkastet till näringslag i vad angår svenska medborgare (1930) och P.M. angående den tidigare behandlingen av frågan om värdestegringsskatt å fastighet i Sverige (1939). Han deltog 1940 i bildandet av Svenska Brukshundklubbens lokalavdelning i Malmö och var dess förste ordförande. Fornmark, som vid sin död var hemmahörande i Båstad, omkom i en trafikolycka i Köpenhamn. Han är gravsatt på Hovdestalunds kyrkogård i Västerås.